# Leontine Cohen
Pour les articles homonymes, voir Cohen.
Leontine Theresa Cohen dite Lona, alias Helen Kroger, née Petke le 11 janvier 1913 à Adams (Massachusetts) et morte le 23 décembre 1992 à Moscou, est une espionne américaine qui travaillait pour le compte de l'Union soviétique. Elle était l'épouse de Morris Cohen, recruteur de Julius Rosenberg.

## Biographie
Leontine Petke est issue d'une famille juive émigrée de Pologne. Elle est inscrite au Parti communiste des États-Unis d'Amérique, lorsqu'elle fait la connaissance à un meeting anti-fasciste à New York de Morris Cohen, de retour de la guerre d'Espagne, fin 1938. Ils se fiancent et elle entre en 1939 au service de l'espionnage soviétique, recrutée par Morris. Ils se marient en 1941 et il part au front en Europe au milieu de l'année 1942. Leontine se met alors à tisser un réseau de techniciens et d'ingénieurs travaillant pour les usines d'armement, de munition ou d'aviation de la région de New York. Son agent traitant est Anatoli Yatskov. Elle opère surtout autour de la Public Metal Company à New York et de l'usine d'aviation Aircraft Screw Products à Long Island (à partir de 1943). Elle sert de boîte aux lettres au physicien espion Theodore Hall qui développe à Los Alamos le projet atomique américain, connu sous le nom de projet Manhattan. Lorsqu'elle reçoit les documents, elle les apporte ou les fait parvenir au consulat soviétique de New York, où le jeune ingénieur et agent-sous-résident Leonid Kvasnikov les expédie à Moscou. Le nom de code de Lona est Vogel ou Pers.
Lorsque Morris rentre du front en novembre 1945, ils interrompent leurs contacts avec les services secrets soviétiques à cause de la défection d'Elizabeth Bentley et, au Canada, d'Igor Gouzenko. Ils se font oublier, mais reprennent contact à l'hiver 1948-1949 et auraient, semble-t-il, travaillé jusqu'en 1950 avec Rudolf Abel, célèbre agent illégal. Ils évitent de justesse d'être soupçonnés et s'enfuient, en passant par Mexico, vers Moscou. Ils sont alors soumis à une formation sophistiquée d'espionnage, deviennent radio-opérateurs, cryptologues, etc.
Les époux Cohen refont surface en 1954 à Londres, sous les fausses identités de Peter Kroger et Helen Kroger, censés être sujets néo-zélandais. Ils ont comme couverture une boutique de livres anciens et d'antiquités à Londres. Leur maison est truffée d'appareils sophistiqués, de caches, d'appareils radio et de divers matériels. Morris Cohen devient chef des agents illégaux de Grande-Bretagne. Ils collaborent avec Konon Molody, alias Gordon Lonsdale qui s'occupe de Harry Houghton et Ethel Gee dans le cadre de l'affaire d'espionnage de la base sous-marine de l'île de Portland. l'importance de l'affaire est telle que le KGB de Moscou avait pris la décision de faire venir en Angleterre les époux Cohen pour superviser l'affaire.
Les époux sont donnés par un agent double polonais Michal Goleniewski et arrêtés le 7 janvier 1961. Les services britanniques mettent plusieurs jours à trouver tout le matériel d'espionnage au domicile et à la boutique des époux Cohen. Ils sont condamnés à vingt ans de prison, mais n'en font que huit, car ils sont échangés en 1969 contre la liberté d'un sujet britannique emprisonné en Union soviétique, Gerald Brooke.
Installés à Moscou, Leontine Cohen et son mari deviennent formateurs à l'école supérieure du KGB pour les nouvelles recrues, l'école du Drapeau rouge.
Leontine Cohen reçoit comme son mari l'ordre du Drapeau rouge et l'ordre de l'Amitié des peuples, et devient post-mortem Héros de la Russie sur ordre du président Eltsine. Elle meurt d'un infarctus en 1992 et est enterrée au cimetière de Kountsevo, dans la partie nouvelle.